# Klein Wangersen
Klein Wangersen (plattdeutsch Lütt Wangersen) ist eine Ortschaft von Wangersen in der Gemeinde Ahlerstedt im Landkreis Stade (Niedersachsen). 

## Geschichte
Klein Wangersen ist im 19. Jahrhundert als Ausbau von Wangersen angelegt worden.

### Regionale Zugehörigkeit
Vor 1885 gehörte Klein Wangersen zur Börde Ahlerstedt im Amt Harsefeld, nach 1885 zum Kreis Stade und seit 1932 zum heutigen Landkreis Stade.
Seit der Gründung des Ortes war Klein Wangersen ein Ortsteil von Wangersen gewesen. Zum 1. Juli 1972 wurde Wangersen nach Ahlerstedt eingemeindet.

### Einwohnerentwicklung
| Jahr | Einwohner          |
| ---- | ------------------ |
| 1871 | 37 Leute, 6 Häuser |
| 1905 | 35 Leute, 6 Häuser |

### Religion
Klein Wangersen ist evangelisch-lutherisch geprägt und gehört zum Kirchspiel der Kirche Ahlerstedt.
Die Verstorbenen aus Klein Wangersen werden in Hohenhausen beigesetzt.

## Verkehr und Infrastruktur
Die Freiwillige Feuerwehr Wangersen ist für Klein Wangersen mitzuständig.
Vor Ort gibt es neben ein wenig Landwirtschaft eine Paintballanlage.

### Verkehr
Klein Wangersen liegt an einer Nebenstraße zwischen Wangersen und Hohenhausen. Im Osten verläuft die Kreisstraße 55, die sich in Ahrenswohlde mit der Landesstraße 127 kreuzt.
Der nächste Bahnhof befindet sich in Harsefeld (Bahnstrecke Bremerhaven–Buxtehude).
Der nächste Autobahnanschluss befindet sich in Sittensen an der Bundesautobahn 1.